# Amerikaans voetbalkampioenschap 1970
In 1970 werd het het derde seizoen van de North American Soccer League gespeeld. Rochester Lancers werd voor de eerste maal kampioen.

## North American Soccer League

### Wijzigingen
- Baltimore Bays is opgeheven na het seizoen 1969.
- Rochester Lancers en Washington Darts stapten over van de American Soccer League.

### Eindstand
| Plaats | Northern Division | Wed. | W  | G | V  | DV | DT | Ptn |
| ------ | ----------------- | ---- | -- | - | -- | -- | -- | --- |
| 1.     | Rochester Lancers | 24   | 9  | 6 | 9  | 41 | 45 | 111 |
| 2.     | Kansas City Spurs | 24   | 8  | 6 | 10 | 42 | 44 | 100 |
| 3.     | St. Louis Stars   | 24   | 5  | 2 | 17 | 27 | 71 | 60  |
| Plaats | Southern Division | Wed. | W  | G | V  | DV | DT | Ptn |
| 1.     | Washington Darts  | 24   | 14 | 4 | 6  | 52 | 29 | 137 |
| 2.     | Atlanta Chiefs    | 24   | 11 | 5 | 8  | 53 | 33 | 123 |
| 3.     | Dallas Tornado    | 24   | 8  | 4 | 12 | 39 | 39 | 92  |

Notities
- De punten telling:
  - Overwinning: 6 punten
  - Gelijkspel: 3 punten
  - Verlies: 0 punten
  - Doelpunten voor (maximaal 3 ptn per wedstrijd): 1 punt

### Playoffs
De kampioenen van de twee divisies spelen tegen elkaar in de playoffs.
| Finale            | Finale           | Finale   |
| Team 1            | Team 2           | Uitslag  |
| ----------------- | ---------------- | -------- |
| Rochester Lancers | Washington Darts | 3-0, 3-1 |

## Individuele prijzen
| Prijs                | Naam                    | Team              |
| -------------------- | ----------------------- | ----------------- |
| Most Valuable Player | Carlos Metidieri        | Rochester Lancers |
| Topscorer            | Koulis Apostolidis (16) | Dallas Tornado    |
| Beste nieuwkomer     | Jim Leeker              | St. Louis Stars   |